# پلیس اندروید
پلیس اندروید (به انگلیسی: Android Cop) یک فیلم ویدئویی آمریکایی اکشن و علمی تخیلی محصول سال ۲۰۱۴ که توسط کمپانی اسیلوم و به کارگردانی مارک اتکینز ساخته شده‌است. بازیگران اصلی این فیلم مایکل جای وایت، چارلز اس. داتون، رندی وین و کادئم هاردیسون می‌باشند. این اثر یک ماک‌باستر از فیلم  پلیس آهنی (فیلم ۲۰۱۴) است.

## داستان
یک پلیس و شریک رباتی خود وارد بخش ممنوعه‌ای از شهر می‌شوند که بیماری در آنجا گسترش پیدا کرده و آنها سعی در جلوگیری بیماری با کمک فناوری و سلاح‌های خود می‌کنند …